# Brembo (azienda)
Brembo è un'azienda italiana leader del settore nello sviluppo e nella produzione di impianti frenanti per veicoli.
È quotata dal 1995 alla Borsa di Milano compresa nell'indice FTSE Italia Mid Cap.

## Storia

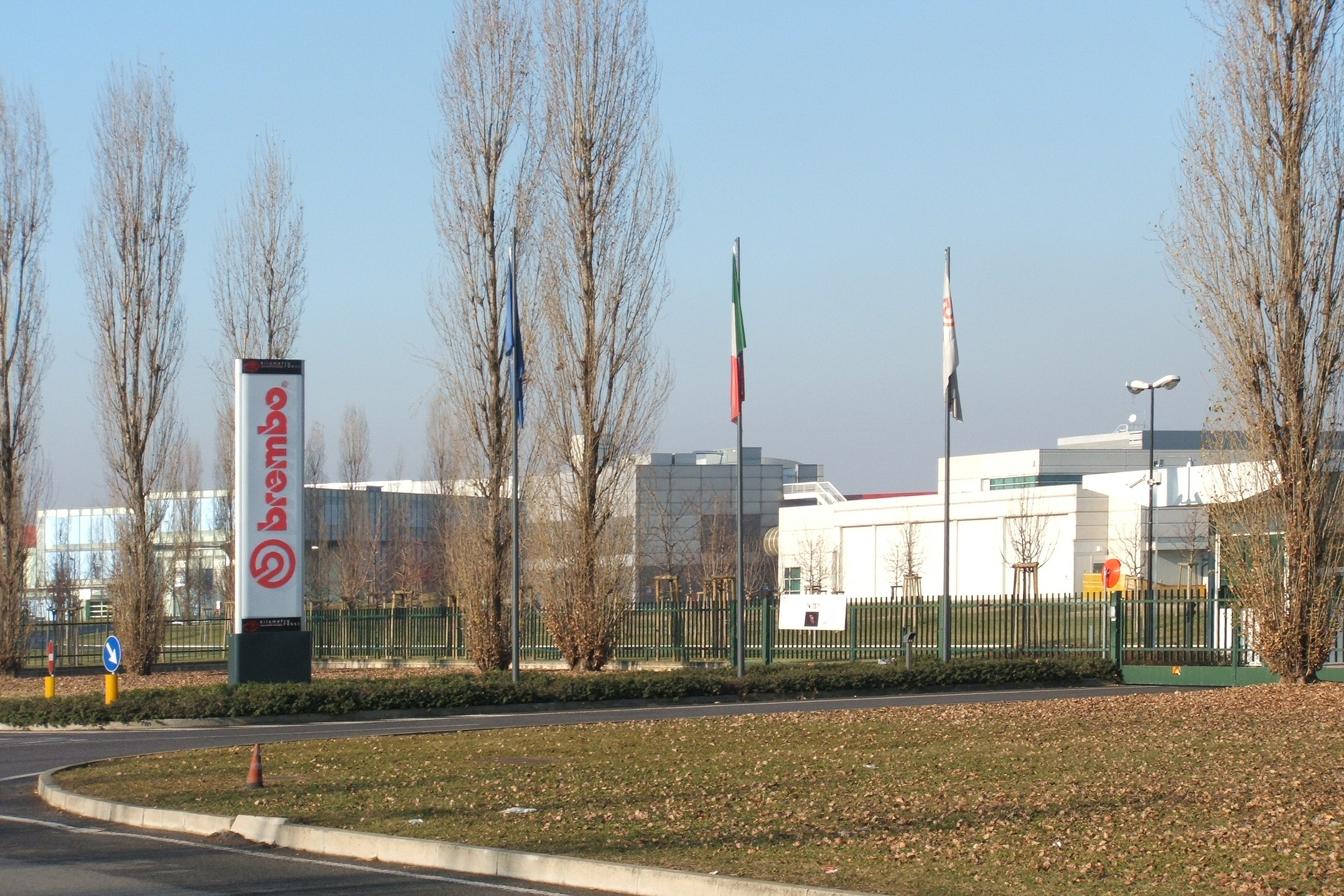
L'ingresso presso il Chilometro Rosso a Stezzano

### Gli inizi
Brembo S.p.A. nasce l'11 gennaio 1961 a Sombreno, una frazione di Paladina, a pochi chilometri da Bergamo, come piccola officina a carattere familiare. Inizialmente il nome era OMdS (Officine Meccaniche di Sombreno) di Emilio Bombassei e Italo Breda. Per la sede iniziale venne scelto un cascinale ristrutturato da cui ricavare l'officina vera e propria; nei primi mesi però, durante la sistemazione del cascinale, le macchine utensili vennero sistemate nei vani di una stalla nel centro storico di Sombreno.
Inizialmente era una società in nome collettivo sotto il controllo di Breda e di Emilio Bombassei, padre di Alberto. Il nome Brembo compare una decina di anni dopo, è l'acronimo di Breda Emilio Bombassei, ma si rifà anche al fiume Brembo, che scorre a pochi chilometri dalla sede. Dopo una decina d'anni diventa società per azioni. Le esperienze maturate da Emilio nei settori della meccanica e della metallurgia vengono messe a frutto in lavorazioni per conto di clienti sempre più importanti, tra i quali Pirelli, Alfa Romeo e Philco.

Anno fondamentale per l'azienda è il 1964: Brembo inizia a produrre i primi dischi freno diretti al mercato del ricambio. Fino ad allora, in Italia, i dischi erano importati dalla Gran Bretagna. Alla produzione di dischi si affianca successivamente quella di altri componenti del sistema frenante. La qualità dei prodotti e dei servizi dell'azienda cominciano ad essere riconosciuti in campo internazionale. Nel 1965 Brembo conta 28 dipendenti.

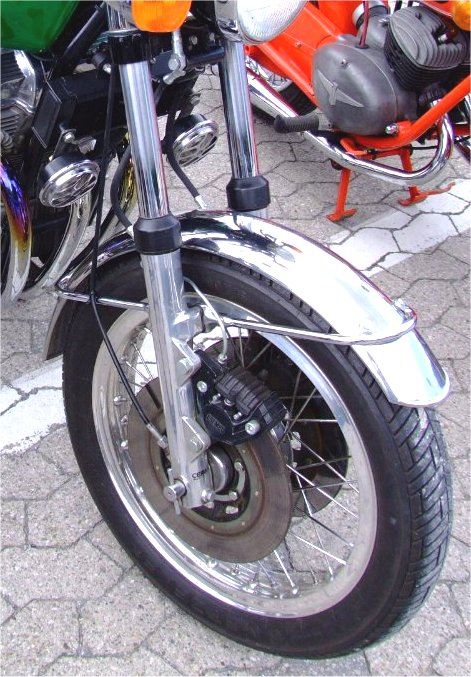
Laverda 1000 del 1974 con impianto frenante a doppio disco Brembo, montato su forcella teleidraulica Ceriani

Nel 1972, con una fornitura per Moto Guzzi e Laverda, iniziano a comparire le prime pinze di serie della Brembo.
Nel 1975 la Ferrari affida all'azienda bergamasca la fornitura di sistemi frenanti per la propria vettura di Formula 1. Da quel momento Brembo inizia una scalata che la porta ad avere tuttora una forte leadership nel settore delle competizioni motoristiche.

### Lo sviluppo
Gli anni ottanta segnano per Brembo un periodo di sviluppo tecnologico dei prodotti e dei processi tecnologici. Alla gamma di prodotti si aggiunge nel 1980 una pinza freno per automobili in alluminio, adottata in seguito da vari produttori di veicoli ad elevate prestazioni.
Nel 1983 la società concorda l'ingresso nel capitale sociale della Kelsey-Hayes, multinazionale statunitense attiva nella produzione di impianti frenanti. La collaborazione tuttavia consente al gruppo dirigente italiano di continuare a definire autonomamente le strategie aziendali e si concluderà nel 1993. Nel 1984 Alberto Bombassei è nominato amministratore delegato. Nel 1985, a 24 anni dalla sua creazione, Brembo conta 335 dipendenti per un fatturato annuo di 51 miliardi di lire.
Negli anni successivi l'azienda continua a espandersi, e nel 1995 viene quotata alla Borsa valori di Milano.
Nel 2000 Brembo ha acquistato al 100% la società brasiliana Alfa Real Minas, per la lavorazione di dischi freno per auto e l'assemblaggio di volani.
Brembo conclude inoltre l'acquisizione della società AP Racing Limited, con sede in Inghilterra, specializzata nella produzione di impianti frenanti e sistemi di frizione per vetture e motocicli; acquisisce inoltre il 70% della società Marchesini, produttrice di ruote per motocicli. Ultima, cronologicamente, la collaborazione in Cina con Yuejin Motor Group, per la costituzione di una società, la Nanjing Yuejin Automotive Brake System, per la produzione di sistemi frenanti per auto e veicoli commerciali.
Nel 2003 nasce Brembo Ceramic Brake Systems SpA, joint venture tra Brembo e il gruppo motoristico Daimler per lo sviluppo di dischi freno in carbonio ceramico. Quest'ultima società a partire dal 1º giugno 2009, a seguito di una joint venture con SGL Brakes GmbH, cambia nome divenendo Brembo SGL Carbon Ceramic Brakes.
L'attività del gruppo si è estesa anche alla produzione di sistemi di sicurezza passiva, grazie all'acquisizione, nei primi mesi del 2008, della Sabelt, azienda produttrice di cinture di sicurezza e sistemi di sicurezza per l'infanzia. Sette anni più tardi, nel 2015, la società viene riacquistata dalla precedente proprietà, la famiglia Marsiaj.
La strategia di Bombassei è di essere vicini ai luoghi in cui si genera il maggiore fatturato. Così nel settembre 2015 Bombassei rileva per 86 milioni il controllo di Asimco Meilian Braking Systems, produttore cinese di freni a disco con sede nei pressi di Pechino. Nel giugno 2018 inaugura un nuovo stabilimento in Cina, a Nanchino, con un investimento di 100 milioni di euro per produrre due milioni di pezzi. In precedenza l'azienda ha aperto un altro stabilimento in Messico, a Monterrey, a poche centinaia di chilometri dal confine con il Texas. Alla fine del 2019 Brembo ha sedi in 14 Paesi.
Nell'assemblea dell'aprile 2019 viene approvata la decisione di esprimere voto doppio per ciascuna azione posseduta con il mantenimento in portafoglio, senza soluzione di continuità, per almeno 24 mesi.  Il 17 dicembre 2021 l’assemblea ha approvato il nuovo assetto di governo societario: Matteo Tiraboschi ha assunto il ruolo di Presidente Esecutivo, mentre Alberto Bombassei è stato nominato Presidente Emerito.

## Contratti, collaborazioni e riconoscimenti

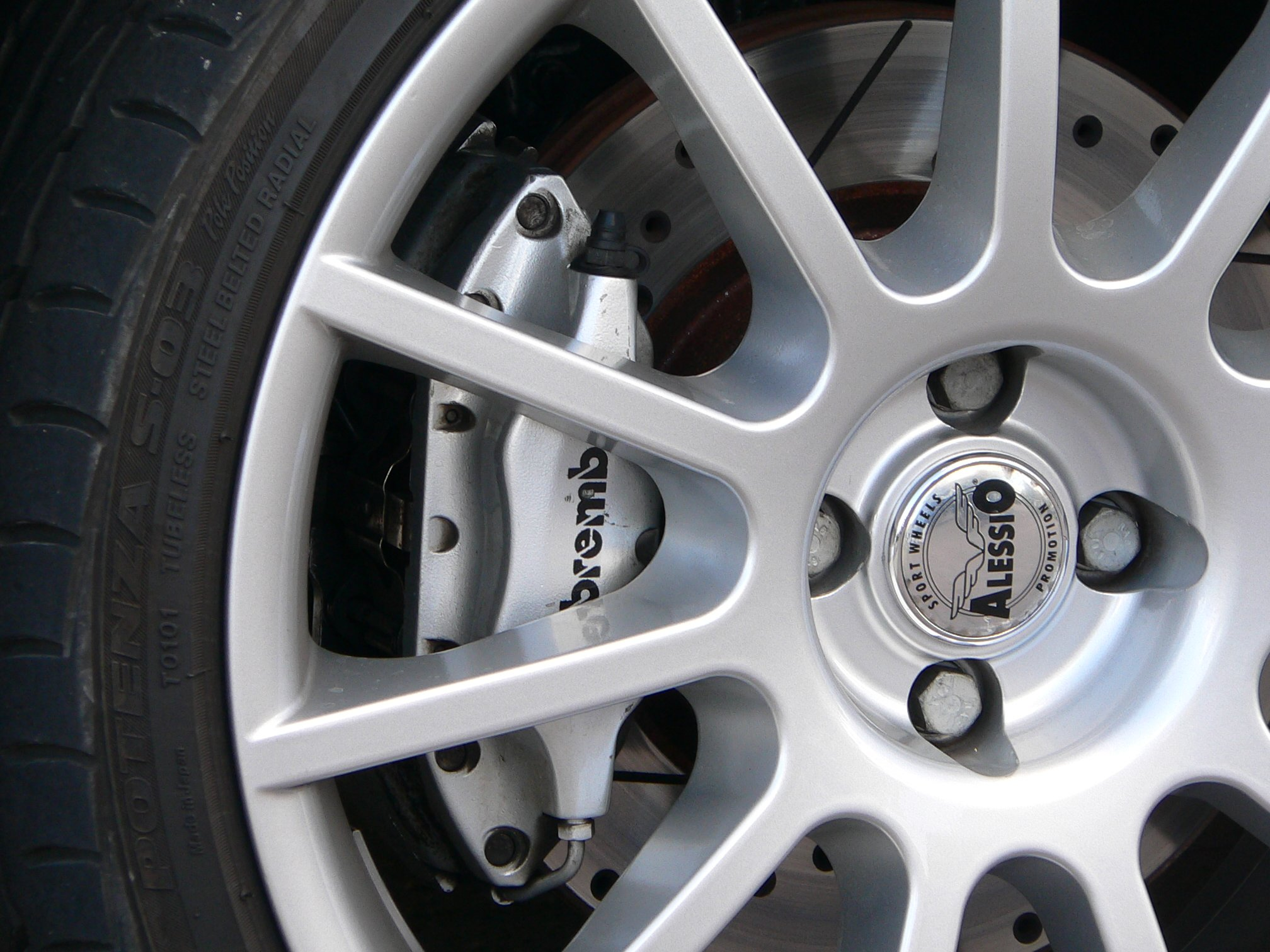
Freno a disco marcato Brembo

I freni di Brembo sono dispositivi standard per auto Aston Martin, Porsche, Ferrari, Pagani, Lamborghini e BMW M, e per altre auto ad alte prestazioni come Ford GT, Dodge Viper ed alcune versioni speciali della Jaguar XKR.
La Brembo ha sottoscritto un contratto di fornitura con l'Alfa Romeo nel 1964, ed è diventato il fornitore ufficiale di componenti frenanti per Moto Guzzi nel 1972.
Altre auto che utilizzano sistema frenante Brembo sono: Abarth Grande Punto, Maserati GranTurismo S, Infiniti G35, Acura TL, Nissan GTR, Nissan 350Z, Nissan Sentra, Subaru Impreza WRX, Mitsubishi Lancer Evolution e Alfa Romeo Giulia (2016).
Inoltre, le seguenti case motociclistiche utilizzano sistemi frenanti Brembo:
Cagiva, Ducati, MV Agusta, Aprilia, Bimota, BMW, Harley-Davidson, Husqvarna, KTM, Moto Morini, IMZ-Ural, Triumph, TM Racing.
Gli impianti frenanti Brembo sono utilizzati da diverse scuderie di Formula 1, tra cui la scuderia Ferrari, e  da tutti i team di MotoGP e di MotoE, il campionato per due ruote elettriche. Dalla stagione 5, inoltre, Brembo fornisce l'intero impianto frenante a tutte le monoposto Gen2 della Formula E.
L'azienda è certificata QS9000 e ISO 9001, ed oltre a produrre sistemi frenanti possiede anche le fabbriche per la lavorazione delle materie prime, è quindi seguito in azienda ogni passo del processo, dalla raffinazione della materia prima alla distribuzione del prodotto finito, compresa la prototipazione, il montaggio dei componenti e il collaudo.

## Organizzazione aziendale
Il quartier generale della società si trova a Stezzano; l'azienda conta oltre 11 000 dipendenti di cui circa il 10% sono ingegneri e specialisti di prodotto che lavorano nella ricerca e sviluppo.
Inoltre possiede i seguenti marchi: Brembo, AP, AP Racing, Breco, Bybre, J.Juan, Marchesini, SBS Friction e, dall'ottobre 2024, Öhlins.

## Azionariato
L'azionariato comunicato alla Consob è il seguente:
- Nuova Fourb srl (famiglia Bombassei) 53,52%
- Brembo s.p.a. 2,62%
- Columbia Acorn International (Usa) 2,01%
- Caceis Bank France 1,47%

Data: 31 dicembre 2017